# Siracusia

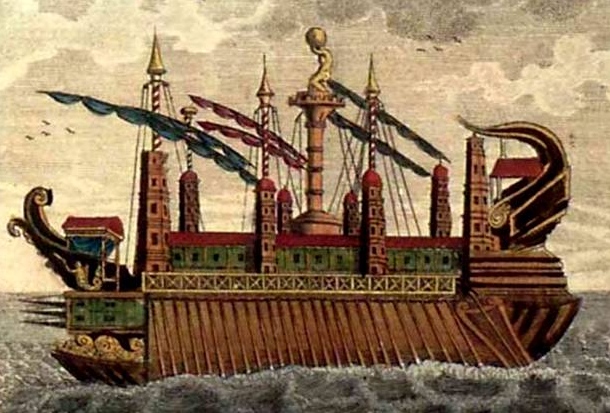
Siracusia como imaginado em 1798

O Siracusia (em grego:  Συρακουσία, syrakousía, literalmente "de Siracusa") foi um grande barco sobre o qual às vezes é dito ter sido a maior embarcação de transporte da Antiguidade.